# アダルトアニメ
アダルトアニメ（英: adult animation）は、成人を対象とした激しい胸部の露出や性行為など、性的な表現を含むアニメーションのことをさす。日本では18歳未満の未成年の視聴が禁止されている作品については「エロアニメ」「18禁アニメ」（R18）という呼称も用いられる。

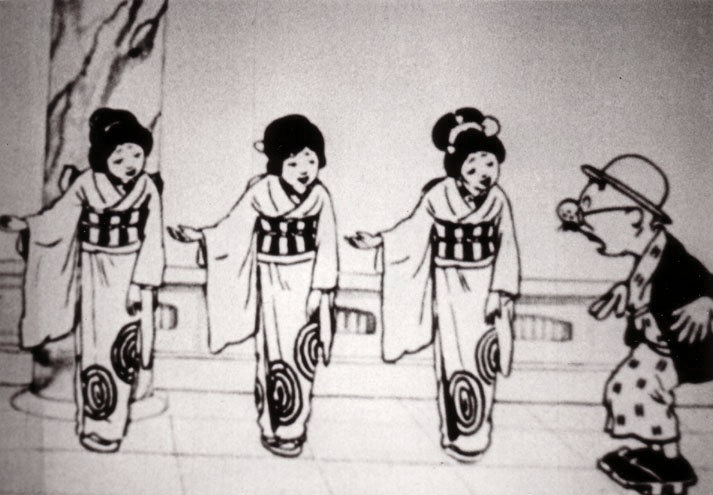
参考：日本のアニメーター 木村白山が作成した『ノンキなトウサン 竜宮参り』（アダルトアニメではない）

## 歴史

### 創成期
現存する世界最古のアダルトアニメは、取り外し可能な陰茎を持った男の性的冒険を描いた白黒作品『エヴァレディ・ハートンの埋もれた財宝』である。これはアメリカ合衆国の3つのアニメーションスタジオが内輪の集まりで1929年に制作したものと伝えられる。
日本初といわれる「成人を対象としたポルノアニメ」は、浮世絵の技法が用いられた白黒作品『すヾみ舟』（国立映画アーカイブ所蔵）とされている。製作当時の1932年（昭和7年）の社会情勢では当然ながら正規の配給網では公開できず、非合法なものとして検挙された。作者については木村白山という人物による個人制作と伝えられ、題名についても『隅田川』『川開き』『花火』『夕涼み』『マンガ』などの別名がある。
1968年、アメリカ合衆国大統領のリンドン・ジョンソンは「ワイセツとポルノに関する諮問委員会」を設置しポルノ解禁問題をはかった。
1969年から1973年にかけては、手塚治虫の虫プロダクションが日本ヘラルド映画から依頼され、大人向けのエロティックな描写をふんだんに用いた『千夜一夜物語』『クレオパトラ』『哀しみのベラドンナ』の3本から構成される「アニメラマ3部作」と称したアニメ映画を製作した。このうち『千夜一夜物語』は大ヒットとなる。
この前後の1967年から1972年にかけてフィルム蒐集家の杉本五郎が美少女をモチーフに複数の実験映画を自主制作しており、このうち剣持加津夫による同名の少女ヌード写真集を基にした幻想映画『12歳の神話』（1970年）は先駆的な美少女アニメとされる。
前述の「アニメラマ3部作」のヒットに便乗し、1969年には実写映画『江戸川乱歩全集 恐怖奇形人間』の併映でレオ・プロダクションの『㊙劇画 浮世絵千一夜』が、1971年には日本ヘラルド映画の企画で東京テレビ動画の『ヤスジのポルノラマ やっちまえ!!』（原作・谷岡ヤスジ）が上映された。
『㊙劇画 浮世絵千一夜』は東映系の全国53館の劇場で上映されたが、映倫の審査を通過していたにもかかわらず、警視庁からは猥褻な場面を削除するようにとの警告を受けた。また『ヤスジのポルノラマ やっちまえ!!』は映倫の審査で11カ所がカット、タイトルバックの修正、結婚という人生の墓場で主人公が割腹自殺を遂げるラストシーンは前年の三島事件を連想させるとのことで全面的に撮り直された。そのうえ全く客が入らなかったことから2週予定が1週で打ち切られるなど、この2本の便乗作の内容に対する評価は芳しくなかった。
1972年、アメリカ映画史上初のX指定 を受けたアダルトアニメ『フリッツ・ザ・キャット』（原作・ロバート・クラム）がアメリカ合衆国で興行1億ドルを超える大ヒットを記録する。しかし、日本国内での興行成績は全く振るわず、封切1週間で上映が打ち切られた。
また、虫プロダクションが1973年に公開したアニメロマネスク『哀しみのベラドンナ』も興行的には赤字に終わっており、これが旧虫プロの倒産を招くことになったといわれる。その後、一連の大人向けアニメの失敗は映画業界やアニメ業界に大きな禍根を残すことになり、オリジナルビデオアニメ（OVA）が盛んに作られるようになる1980年代半ばまで日本製のアダルトアニメは11年もの長きにわたり姿を消すことになった。
2019年現在、上記作品のうち入手可能なものは虫プロダクションの「アニメラマ3部作」と東京テレビ動画の『ヤスジのポルノラマ やっちまえ!!』の4作品のみとなっている。また創成期の作品については伝聞資料が乏しく現在もなお不明瞭な部分が多い。

### 量産期
1980年代半ば以降になると、アダルトビデオの延長線上として、アダルトアニメはビデオテープやLDにより量産されるようになる。OVAによる初のアダルトアニメは、1984年2月にワンダーキッズが制作した中島史雄原作の『ロリータアニメ雪の紅化粧/少女薔薇刑』であるが、これは当時すでに時代遅れだった劇画調の絵柄で、大ヒットとはならなかった。同作品の制作は1979年に完了済みであり、発売時期を模索した結果、1984年となった。
その後、同じくワンダーキッズによる中島史雄原作の『仔猫ちゃんのいる店』が発売された。こちらはデフォルメの効いた絵柄で、アニメファン層にも受け入れられた。この当時から新興のビデオメーカーが独自レーベルを掲げて作品を制作・販売するスタイルが次第に確立され始めるが、タイトルごとのヒットというレベルには至らなかった。

### ブレイク期
1984年8月にはフェアリーダストから『くりいむレモン』シリーズが発売されて大ブームとなり、歴史的にはこれが先駆けといわれる。特にVol.1『媚・妹・Baby』のヒロイン・亜美は、レコード発売やラジオ番組の放送などのメディアミックス展開を広げ、一種のカリスマの様相を呈した。
『媚・妹・Baby』は発表当初、日本ビデオ倫理協会（ビデ倫）の審査を通過後に「修正を加えたもの」と後に「最低限の修正を加えたもの」が製品として混在するに至った。また、Vol.3『SF・超次元伝説ラル』は、人間ではなく架空の生物の触手が相手であることから無修正のままビデ倫審査を通過し、その当時の審査が有効なビデオとLDについては無修正での発売が続けられた。また、人気となった『くりいむレモン』シリーズの作品群は、富士見文庫（富士見美少女文庫）によってノベライズが手掛けられることになる。これが後のジュブナイルポルノの嚆矢となったとされる。

### 成熟期
その後、『超神伝説うろつき童子』などの前田俊夫原作の劇画調作品、及びそれを模した作品などの淫獣物や妖獣物がブームとなる。これは男性器（陰茎）を模した、想像上の「獣の触手」が、女性キャラクターと絡むというもので、規制を回避した作品だが、男性キャラクターを邪魔に思う視聴者との需給が一致し、レンタル、セルを併せて毎回約1万本が売れる高セールスを記録する。しかし、近年では規制が強くなり、女性器が描かれていない場面でも、陰茎を連想させる触手そのものにさえも規制がかかるケースが出ており、その存在意義がなくなってきている。
また、成人向け漫画を原作とした作品の売れ行きが良かったことから、TDKコアのクール・ディバイシスシリーズを中心にそれらの作品が増加した。さらにはその流れから、アダルトゲームを原作とした作品も登場し、人気を博した。その中でもピンクパイナップルレーベルは人気アダルトゲームを多数アニメ化し、とくに『同級生』シリーズや『遺作』シリーズなどのエルフ作品や『Piaキャロットへようこそ!!』などのF&C作品、『闘神都市II』などのアリスソフト作品といった人気アダルトゲームのアニメ化により、当時のアダルトゲームブームも相まって、それまでのアンダーグラウンドなイメージだったアダルトアニメを一転させた。それとともに専門誌も誕生し、それまでは同ジャンルを扱う紙媒体は辰巳出版の『美少女アニメ大全集』など単発の成人書籍、ムックしかなかった中、コアマガジンの『G-type』が創刊、後発誌も各出版社から刊行された。

### 近年の動向
バイオレンス描写の金澤勝眞の作品や桶澤尚によるスカトロ描写の『夜勤病棟』シリーズ、過度な飲精描写のむらかみてるあきなど、過激化とフェティッシュな描写の作品が主流となっている。これはそれまでビデ倫の審査が中心だったアダルトアニメにおいて、コンピュータソフトウェア倫理機構（略称・ソフ倫）やコンテンツ・ソフト協同組合（旧・メディア倫理協会、メディ倫）などの、比較的審査の緩い審査団体を選べるようになったことにも一因する。このため「Pixy」や「わるきゅ〜れ」といったインディーズレーベルを中心に作品数の増加も見られており、ヒットしたアダルトゲームについてはアダルトアニメ化を巡る競合が激しくなっている。
その一方で、ライトノベル・コミックや、いわゆるメディアミックスに関連する各業界の体質的な変化などが背景にあるが、アダルトゲームが原作の作品でも、性描写を排除して一般向けへのメディアミックス企画が展開されるようになり、UHFアニメやコンシューマゲーム機などへの展開も積極的に行われている。これらのことから、収益の期待値がより高い一般向けなコンテンツへの展開を目論んで、アダルトゲームのメーカーがアダルトアニメ化そのものを拒否するなど、人気アダルトゲーム原作のアダルトアニメ化が困難な状況も見られるようになってきている。最近では、子供たちもアダルトゲームをプレイしている傾向になっていることも問題視されている。

## 特徴

### アダルトゲーム原作
1980年代以降は成人向け漫画を原作とした作品とオリジナル作品が中心となっていたが、1990年代後半以降はアダルトゲームを原作としたものが増え、漫画・ジュブナイルポルノ原作のものは減少した。そのきっかけとなったのは、ピンクパイナップルの『同級生 夏の終わりに』（原作：エルフ）である。同シリーズは累計10万本を超えるヒットとなった。
2006年にはひまじんの『そらのいろ、みずのいろ』（原作：Ciel）の上巻『ダメ……聞こえちゃう♥』が、原作よりセックスシーンに特化させた内容と人気アニメーターの起用が功を奏し、累計1万本超を記録した。その後、下巻『わたしも……してあげる♥』との累計は4万本超を記録している。

### 日本国外向けの作品
最近では、『A KITE』や『MEZZO FORTE』などのような北米をはじめとする日本国外での販売を前提とした作品が増加しており、二か国語処理を施した作品も存在する。一般的なアダルトビデオと大きく異なる点がこれであり、日本での販売作品がそのまま日本国外の市場でも正規流通品として販売されている。また、恥部（性器）や性交の描写に対する規制が緩い国では、作品によっては緻密に描き込んだ性器にモザイクをかけないまま販売されている。
しかし、性器の描画はアダルトアニメ特有のもので細かく手間がかかるうえ、「規制のある国」と「規制のない国」で別々に作品管理をしなければならず、メーカー側にコストアップなどの負担が掛かることになる。

### 出演声優の扱い
亜美の人気と当時の声優ブームをきっかけに声にも注目が集まったが、内容が内容なだけにアダルトアニメの声優の実名（芸名）は表記せず、本名はもとより芸名・その他変名すら表記しないものがほとんどだった。しかし、1985年発売の『ペロペロキャンデー』は初めて声優のキャストを表記している。また、1986年には宇宙企画（フレンズレーベル）の『リヨン伝説フレア』もキャストの公開に踏み切り、同レーベルはすべて声優は芸名で表記されている。しかし、これらはごく少数派であり、現在でも多くのアダルトゲーム・アニメにおいて声優のキャストはまったく公開しないか、あるいは「成人向け」作品のみで用いる「裏名義」の芸名となっている。
AV女優・AV男優と同様に法規制の関係上、声優としての出演であっても18歳未満の者は出演が禁止されている。

## 審査
日本のアダルトアニメでは、刑法175条（わいせつ物頒布罪）を受けて、性器描写にモザイク処理がかけられる自主規制がなされている。この刑法175条については、現状にそぐわない不合理な規制であるから廃止すべきとの批判もあり、参議院議員の山田太郎が刑法175条の見直しを提唱している。
ビデ倫による、アダルトビデオと同様の審査を受審し、同協会の基準に従って表現を自主規制している作品が多いが、メーカーによってはコンテンツ・ソフト協同組合（旧・メディア倫理協会、メディ倫）による審査を受審している作品や、自主規制組織による審査を受けていない作品も存在する。2010年現在性描写がなく暴力や犯罪などの反社会的なシーンの描写によって成人指定とされた作品は存在しない。
映画倫理機構(映倫)では、審査方針の規約によりアダルトアニメは、残虐物の一部のオリジナルビデオとともに原則として区分適用外となっている。
2006年4月より経済産業省の指導でCESA、コンピュータソフトウェア倫理機構日本アミューズメントマシン工業協会、映倫管理委員会(現:映画倫理機構)、日本ビデオ倫理協会と映像コンテンツ倫理連絡会議（仮称）において、アニメ・実写映画・コンピュータゲームなどに対する審査基準・表示の一本化を協議することが決定しているが、それに伴い、性描写がなくても暴力などの反社会的なシーンを含むアニメも成人指定の可能性がある。

## 国外サイト
日本国内では性描写全般の規制が厳しく、描写したい画像や動画が動画共有サイトなど日本国外に設置されたサーバやP2Pなどで違法アップロードされることもある。
権利者でない第三者（エンドユーザー）がアップロードした場合、著作権法違反に問われる。また、正当な権利者により、無料で視聴が可能にしても、サーバやP2Pにアップロードするとわいせつ物頒布等の罪などに抵触、仮に、作品の著作権を放棄し、無断転載や複製を容認してもわいせつ物頒布等の罪に問われるのは避けられない。
一方、日本国外から配信する場合、日本の法律が適用できず、グレーゾーンとなっているのが現状であるため、これを逆手に取り、アダルトビデオと同様に無修正の海外流通版を製作者と権利関係をクリアしたうえで日本国外に設置されたサーバから配信し、日本語のページも用意された有料動画配信サイトも存在するが、国や作品によっては児童ポルノやその他反社会的な描写（性犯罪や暴力の肯定など）とみなされ、違法となる場合がある。

## 主な作品

### 1920年代
- エヴァレディ・ハートンの埋もれた財宝 - 現存する世界最古のアダルトアニメ。
- ザ・バージン・ウィズ・ザ・ホットパンツ（英語版）- 世界初のアダルトアニメ。

### 1930年代
- 木村白山
  - すヾみ舟 - 日本初のアダルトアニメ。

### 1960年代
- 日本放送映画
  - 新宿千夜一夜 - パイロットフィルムのみ。
- 虫プロダクション
  - 千夜一夜物語
- レオプロダクション
  - ㊙劇画 浮世絵千一夜 - 日本映画史上初の成人映画指定を受けたアニメーション映画。
- パー・アーリン（英語版）とタゲ・ダニエルソン（英語版）
  - 老人の頭の外（英語版） - 実写併用で一部がアニメパート。

### 1970年代
- 杉本五郎
  - 12歳の神話 - 実写併用で一部がアニメパート。
- 虫プロダクション
  - クレオパトラ
  - 哀しみのベラドンナ
- 東京テレビ動画
  - ヤスジのポルノラマ やっちまえ!!
- ラルフ・バクシ
  - フリッツ・ザ・キャット - アメリカ映画史上初のX指定を受けたアニメーション映画。
- 六邦映画
  - 好色日本性豪夜話 - 実写併用で一部がアニメパート。
- ギバ（イタリア語版）
  - キング・ディック（英語版）
- チャールズ・スウェンソン（英語版）
  - ダウン・アンド・ダーティー・ダック（英語版）
- ピチャ（英語版）とボリス・スズルジンガー（英語版）
  - ターザン ジャングルの恥辱（英語版）
- ドン・ジャーウィッチ
  - ワンス・アポン・ア・ガール（英語版）
- ジョルジ・アモロ（スペイン語版）
  - Historias de amor y masacre（スペイン語版）

### 1980年代
カッコ（　　）内は当時発売されたソフトの品番。
- 宇宙企画
  - リヨン伝説フレア（VHS：FF-02）
  - バルテュス ティアの輝き（VHS：FF-10）
  - ガイ -妖魔覚醒-（VHS：FF-11）
- オールプロダクツ
  - リトルマーメイドシリーズ
  - STAGE1 裸足の放課後（VHS：AP-001）
  - STAGE2 テレパシスト愛Q315（サイコ）（VHS：AP-002）
  - STAGE3 PUNKY FUNKY BABY（VHS：AP-003）
  - STAGE4 シャイNing・めい（VHS：AP-004）

オールプロダクツ（AP社）「リトルマーメイドシリーズ」は廃盤後に株式会社AE企画から「シンフォニー 夢・物語」と改題後、"PUNKY FUNKY BABY"を除いた三作品を再編集した上で75分1本の作品としてVHSが先行再リリースされ、LD（No.HOS-1003）も発売された。それらのVHSとLDは1990年代後半に廃盤後、AE企画とは無関係の別会社からビデオCDが発売され、さらに2006年に株式会社ダイソー「AVアニメシリーズ」のVOL.19、20、21の三作品として「淫魔列伝」「キャンパスメイト」「スター誕生」と改題され再発売（制作・受審は（株）ニューシネマジャパン）された。
- オレンジビデオハウス
  - ドリームハンター麗夢（VHS：AD-601）- VHS発売の約半年後に別受審のレーザーディスクが発売された。
  - ファンタスティックアニメーション 直子のトロピックエンジェル 〜漂流〜（VHS：AD-501）- 原案はオレンジビデオハウス社員OLの旅行体験記。
  - スーパーアダルトアニメ 青い体験（VHS：AD-101）- 原作は羽中ルイ。
  - スーパーアダルトアニメ　ザ・サティスファクション（VHS：AD-202）- 原作はあがた有為。
  - スーパーアダルトアニメ 青い体験2 聖女隊ロストバージン（VHS：AD-701）- 聖女隊のメンバー「真衣」の初体験を基に映像化。
  - スーパーアダルトアニメ 堕天使たちの狂宴（VHS：AD-401）- 原作はダーティ・松本。
- ジャパンホームビデオ（JHV）
  - ロリコン・エンジェル蜜の味（VHS：KA-1014）
  - 超能力少女バラバンバ（VHS：KA-1025）- 原作は永井豪。
  - くりいむレモンスペシャル 〜DARK〜（VHS：KA-1104）- フェアリーダスト以外から発売されたくりいむレモン作品。
  - 艶笑 日本昔ばなし（VHS：KA-1170）- 企画・原案はクニ・トシロウ（まんが日本昔ばなし風の和風キャラクターがエッチする。全3話）
- 正和（SHOWA）
  - フルーツバージョン
    1. （前編）お姉ちゃんとわたし（VHS：SOW-2007）
    2. （後編）お兄ちゃんとわたし（VHS：SOW-2008）
- にっかつビデオ（にっかつビデオフィルムズ）
  - ロリータアニメVol.1 内山亜紀のおビョーキ亜紀ちゃん（VHS：NA-881）- VOL.1とVOL.2のカップリング版LDが発売された。
  - ロリータアニメVol.2 内山亜紀のミルクのみ人形（VHS：NA-882）
  - ロリータアニメVol.3 内山亜紀のおもらしゴッコ（VHS：NA-883）- VHSのみの発売、LDとBeta版は未発売。
- 東和クリエイション（販売：ビクソン）
  - SFロリータファンタジーアニメ OME-1「ペニウス基地は拷問城の巻」（VHS：OMD-001）- 原作・脚本・監督：杉田宣洋
  - SFロリータファンタジーアニメ OME-1 Vol.2「モデルさんはソープ嬢の巻」（VHS：OMD-002）- 原作・脚本・監督：杉田宣洋
- ファイブスター
  - スケ番商会キューティレモン
    1. Part.1 ヴァージンロード（VHS：CA-3005） - ファイブスター版の廃盤後、笠倉出版版が短期間のみ発売された。
    2. Part.2 グラデュエイション（卒業）（VHS：CA-3006）
    3. Part.3 ラストセレナーデ（VHS：CA-3007）
- フェアリーダスト（創映新社）
  - くりいむレモンシリーズ
- 白夜書房（ミルキーズプロジェクト）
  - 魔法のルージュ りっぷ☆すてぃっく （VHS：MC-001）- ミルキーチャイルドシリーズとしてリリースされた。
- 富士ビデオ映像
  - ミルキィギャル① キャッツ愛-3人の美女たち-（VHS：FA-1）
- 富士アート
  - 美少女オリジナルアニメ ペロペロキャンデー（VHS：FAV-001）
  - ラブリー・シリーズ 宇宙元年 愛が時を超えてゆく（VHS：FAV-002）
  - ラブリー・シリーズ 創世記（VHS：FAV-003）
- レッツ（レッツ映像事業部）
  - オリジナルビデオロマンスアニメーション 女子大生 聖子ちゃん（VHS：ANM-1）
  - オリジナルビデオロマンスアニメーション オフィスレディー 明菜ちゃん（VHS：ANM-2）
  - 20世紀最後のあがき・・・スーパーエロティックアニメ① マドンナ 気持ちいい事して下さい（VHS：BOB-1）
  - 20世紀最後のあがき・・・スーパーエロティックアニメ② 姉＆妹 気持ちいい事して下さい（VHS：BOB-2）
- ワンダーキッズ
  - ロリータアニメ
    1. 雪の紅化粧（原作：中島史雄）（13分）（VHS：W-0001）- 日本初のビデオ用アダルトアニメ。製作と作品自体の完成は1979年だった。
    2. 雪の紅化粧/少女薔薇刑（原作：中島史雄）（13分の2作を収録）（VHS：W-0001）
    3. 何日子の死んでもいい/いけにえの祭壇（原作：中島史雄）（13分の2作を収録）（VHS：W-0002）
    4. 仔猫ちゃんのいる店（原作：中島史雄）（24分）（VHS：W-0003） - 本作より1作品のみ収録の形式でビデオ（VHS&Beta）とLDでリリース。
    5. 変奏曲～VARIATION～（原作：中島史雄）（24分）（VHS：W-0008）
    6. 仔猫ちゃんPart2 サーフ・ドリーミング（24分）（VHS：W-0009）
    7. 総集版：シーサイド・エンジェル MIU（25分）（VHS：WV-128-001） - 下記『生えいずる悩み』の本編の一部が同時収録されている。

    - 生えいずる悩み（23分）- 作品自体は製作されたが製品としては未発売。本編場面写真が当時のアダルトビデオ総覧に掲載されていた。
- AE企画（ネットワーク フロンティア事業部→バンダイビジュアル）
  - ボディジャック～楽しい幽体離脱（ノーカット18禁バージョン、35分）（VHS：HOS-1001）- 原案・オリジナルキャラクターデザインは森山塔。VHSのみリリース。LDは未発売。

同名、同タイトルの「非アダルト版」は30分でVHS＆LDで先行リリースされた。
- - シンフォニー 夢・物語（75分）- 元々はオールプロダクツ（AP社）が1983年頃にリリースした「リトルマーメイドシリーズ」4作品の内3作品を再編集し再リリースをした物で、VHSが先行リリースされ、1990年代初頭にLDもリリースされた。
- 東映ビデオ（東映）
  - 魔物語 愛しのベティ（原作・総監督：小池一夫、制作：ビッグバン、製作：東北新社・東映ビデオ）（VHS：TE-B176）- 1986年劇場公開後にソフト化、R指定作品。VHSとBetaのみリリース。LDは未発売。

### 1990年代
- 宇宙企画
  - リヨン伝説フレア2 禁断の惑星（VHS：FF-12）VHSのみの発売。
  - 新リヨン伝説 漆黒の魔神
  - 新リヨン伝説 もう一人のフレア
- グリーンバニー（ビームエンターテイメント）
  - A KITE
  - 御先祖賛江
  - Natural
  - ミッドナイトパンサー - 2011年現在、少年漫画を原作とした唯一のアダルトアニメ。
- J.A.V.N（ジャパン・オーディオ・ビジュアル・ネットワーク）
  - 超神伝説うろつき童子シリーズ （原作：前田俊夫、脚本：会川昇、企画：西崎義展、アニメ制作：フェニックス・エンタテインメント）
- 大映映像（dez）
  - 妖獣教室
  - 淫獣学園 La☆BlueGirl
  - 淫獣聖戦シリーズ
    - 聖獣伝 ツインドールズ
    - 淫獣聖戦 ツインエンジェル
    - 淫獣聖戦XX
- 大陸書房
  - 微笑女あにめラマ ミユキちゃんSOS -Hしちゃうぞ-（VHS：PV-1151） - 大陸書房製作・発売の実写とアニメの合体作品第1弾。
  - せくしいあにめラマ みなみの私のハートにタッチして・・・（VHS：PV-1155）
  - せくしいあにめラマ まなみの未知との遭入!? -ムチムチ探偵大冒険-（VHS：PV-1157）
  - せくしいあにめラマ ごっくんドール -超次元ピッコちゃん登場!!- （VHS：PV-1164）
- ピンクパイナップル
  - 遺作
  - 臭作
- リイド社
  - クール・ディバイシスシリーズ（愛玩少女～LOVER DOLL - 原作はプロトンザウルス　など）

### 2000年代
- ANIMAC
  - Theガッツ!
  - 魔界天使ジブリール
- グリーンバニー
  - ワーズ・ワース
  - MEZZO FORTE
  - 大悪司
- ソフト・オン・デマンド
  - こわれもの
  - 痴漢十人隊
- ディスカバリー
  - 夜勤病棟
- ナチュラルハイ
  - ぼくのぴこ
- バニラ
  - めい・king
  - ANGEL BLADE
- ひまじん（2006年まで。2007年以降はエイ・ワン・シー傘下の各レーベルが業務を継続）
  - 戦乙女ヴァルキリー
  - Blueシリーズ
  - そらのいろ、みずのいろ
- ピンクパイナップル
  - 顔のない月 -No Surface Moon THE ANIMATION-
  - 愛姉妹 二人の果実
  - 鬼作
  - 制服処女
  - 新体操(仮)
  - 新・脅迫2
  - 超昂天使エスカレイヤー
- ファイブウェイズ（倒産）
  - 緋色の刻
  - こどもの時間
- ミルキー
  - Bible Black
  - 魔法少女アイ
  - IZUMO
- れもんは〜と
  - SeptemCharm まじかるカナン
  - ロマンスは剣の輝きII
  - プリンセスメモリー
  - 同窓会again
  - Milkyway
  - メイド イン ドリーム
  - Princess Holiday 〜転がるりんご亭千夜一夜〜
  - 初恋
- Active
  - HEARTWORK

### 2010年代
- 日本の作品
  - ミルキー
    - 学園催眠隷奴

  - HILLS
    - 姫騎士オリヴィア（シルキーズ原作）
- アメリカの作品
  -     - ビッグマウス
    - ボージャック・ホースマン
    - ラブ、デス&ロボット
    - リック・アンド・モーティ

## メーカー・ブランド

### 活動中のメーカー
- Softgarage／JSDSS
  - ピンクパイナップル
- 株式会社エイ・ワン・シー
  - PoRO petit
  - 魔人 petit
  - nur
  - Collaboration Works
  - 2匹目のどぜう
  - 鈴木みら乃
- 株式会社メディアバンク
  - WHITE BEAR
  - GOLD BEAR
  - HOT BEAR
  - Queen Bee
  - King Bee
- 株式会社ダグダグ
  - メリージェーン
- 株式会社グロー
  - ばにぃうぉ～か～
  - あんてきぬすっ
  - こっとんど～る
  - L.（エル）
  - ガールズト〜ク

- 株式会社インフィニブレイン
  - pixy
  - ZIZ
- デジタルワークス株式会社
  - PashminaA
  - VANILLA（バニラ）
- EXNOA
  - ショーテン
- 彗星社

### 活動停止したメーカー
- ミルキーズピクチャーズ（解散） 
  - milky（ミルキー）
  - Platinumu milky（プラチナミルキー）
  - BOOTLEG（ブートレグ）
  - AniMan（アニマン）
  - JAM（ジャム）
- 株式会社セブンエイト
  - DISCOVERY（ディスカバリー）
- キルタイムコミュニケーション
  - cranberry（クランベリー）
- 株式会社オーディン
  - わるきゅ～れ＋＋
- ソフトオンデマンド
  - 37℃・BINETSU（ビネツ）
- 株式会社h.m.p
  - MOONROCK（ムーンロック）
- ケイ・エム・プロデュース
  - EDGE
  - 宇宙企画（株式会社メディアステーション）（ケイ・エム・プロデュースと合併）
    - フレンズ
- ドリームチケット
  - ちちのや
- ジェイ・ブイ・ディー
  - ミューズ
- ゑにっく
  - ひまじん
  - PrimeTime（プライムタイム）
- ビームエンタテインメント
  - グリーンバニー
- グルーヴコーポレーション（倒産） 
  - blue eyes（ブルーアイズ）
  - れもんは〜と